# Tremp
|  | Aquest article és sobre el municipi (l'actual i l'antic) d'aquest nom. Per a la ciutat, vegeu Tremp (ciutat) i per a altres significats, Tremp (desambiguació) |

El municipi de Tremp està configurat a l'entorn de la ciutat de Tremp, capital de la comarca del Pallars Jussà i cap del partit judicial del mateix nom. Està situat al centre, decantat cap a ponent, de la seva comarca (arriba a l'extrem oest de la comarca i fins i tot inclou dos antics municipis de l'Alta Ribagorça: Espluga de Serra i Sapeira, en el lloc més ben comunicat de tota ella. Inclou l'entitat municipal descentralitzada de Vilamitjana, antic municipi independent.
El municipi s'estén entre la zona del Prepirineu català, a l'oest de la conca del riu Noguera Ribagorçana, i a l'est de la Noguera Pallaresa. El nucli central del municipi està situat sobre un petit altiplà dins de la conca del seu mateix nom, a 468 metres d'altura sobre el nivell del mar. La Conca de Tremp, o Conca Deçà, constitueix una comarca natural, delimitada per les serres i muntanyes de Montllobar (1.125 m), Lleràs (1.678 m), Comiols (1.356 m), Sant Gervàs (1.834 m), Boumort (2.070 m) i Montsec d'Ares (1.678 m). Els nuclis habitats del municipi estan situats a altituds compreses entre els 400 i els 800 metres.
El terme municipal de Tremp era el terme pallarès més petit, i un dels més petits de Catalunya. Entre 1970 i 1973 fou incrementat amb els antics termes d'Espluga de Serra, Fígols de Tremp (o de la Conca), Gurp de la Conca, Palau de Noguera, Sapeira, Suterranya i Vilamitjana, i es convertí en el de més extensió, del Pallars Jussà i de tot Catalunya.
La maledicència popular deia de Tremp bona vila i mala gent, a més d'anomenar-los farts de carn.
Tremp té un gran teixit de associacions culturals.

## El terme municipal de Tremp
El terme municipal de Tremp era, abans del 1970, un dels més petits de Catalunya: 10,29 km² (i això que el 1959 li havien estat agregats 1,98 km² del terme de Talarn corresponents a tres barris de Tremp que havien crescut en terme de Talarn). Després del 1973, amb l'agregació del darrer antic terme que s'hi afegí, el de Suterranya, passà a tenir 303,98 km², i esdevingué el més extens de tot el país (Tortosa era més gran, en un principi, però li ha esdevingut el contrari que a Tremp: diferents pobles de l'antic terme tortosí han anat assolint la independència municipal).
Prèviament, el 1847 ja havia estat unit a Tremp el terme d'un antic ajuntament, el de Claret, que es va veure obligat a agregar-se a Tremp en no assolir el mínim de 30 veïns (caps de família), que era el fixat per les lleis municipals del moment.
El 1959, doncs, s'afegien a Tremp els barris de les Adoberies, de la Pedrera i del Cementiri, del terme de Talarn, el 1970 s'hi agregaren els termes de Sapeira (78,33 km²), Espluga de Serra (68,19 km²), Gurp de la Conca (46,99 km²) i Fígols de Tremp, o de la Conca (77,88 km²). El 1972 foren agregats els termes de Palau de Noguera (2,71 km²) i Vilamitjana (13,98 km²). El 1973 es completà el nou municipi de Tremp amb l'agregació del terme de Suterranya (5,61 km²).
Com que Talarn ha mantingut la seva independència municipal, i el terme d'aquesta vila envolta totalment el terme antic de Tremp, el mapa municipal de Tremp actual és molt curiós: un enclavat central amb la ciutat de Tremp (el terme tradicional més els barris ja esmentats), i tot d'altres enclavaments, molts d'ells units a partir de l'agregació a Tremp, separats del nucli central pel terme de Talarn.
Cal tenir en compte que, tot i ser capital del Pallars Jussà, l'actual terme de Tremp supera els límits d'aquesta comarca i comprèn un fragment de la comarca de l'Alta Ribagorça, ja que els antic termes de Sapeira i Espluga de Serra en realitat pertanyen a aquesta comarca.
En la proposta derivada per l'informe popularment denominat Informe Roca, l'antic terme de Tremp havia de ser profundament modificat: el sector de la Terreta (antics termes de Sapeira i d'Espluga de Serra havien de passar a formar part del terme municipal del Pont de Suert. D'altra banda, havien de ser agregats al de Tremp la meitat meridional del terme de Talarn, l'antic terme de Sant Serni, de l'actual de Gavet de la Conca, així com la vall de Montesquiu, amb els antics pobles, ara abandonats, de Galliner, Montesquiu i Puig de l'Anell. Com a intercanvi amb Talarn, l'antic terme de Gurp de la Conca havia de passar de Tremp a Talarn, amb la qual cosa l'Acadèmia General Bàsica de Suboficials deixaria de ser migpartida entre dos municipis diferents. A més, Tremp entrava a formar d'una de les quatre agrupacions municipals del Pallars Jussà, integrada per Tremp, Talarn i Montsec.

## Geografia
- Llista de topònims de Tremp (Orografia: muntanyes, serres, collades, indrets..; hidrografia: rius, fonts...; edificis: cases, masies, esglésies, etc).

### Situació del terme municipal actual
Termes municipals limítrofs (el de Talarn envolta totalment l'enclavament que és actualment l'antic terme municipal de Tremp):
| Sopeira (Ribagorça)                                            | El Pont de Suert (Alta Ribagorça) | Conca de Dalt                               |
| Areny de Noguera (Ribagorça) El Pont de Montanyana (Ribagorça) |                                   | Salàs de Pallars Talarn Isona i Conca Dellà |
| Sant Esteve de la Sarga                                        | Castell de Mur                    | Gavet de la Conca                           |

### Descripció geogràfica de l'antic terme de Tremp
Tremp, antigament, posseïa un terme municipal molt petit, com ja ha quedat dit. De fet, el terme antic era exclusivament l'antic terme exempt de l'església de santa Maria, que fou on nasqué i cresqué la vila, després ciutat, de Tremp. Tot ell, íntegrament, estava envoltat per terme de Talarn.

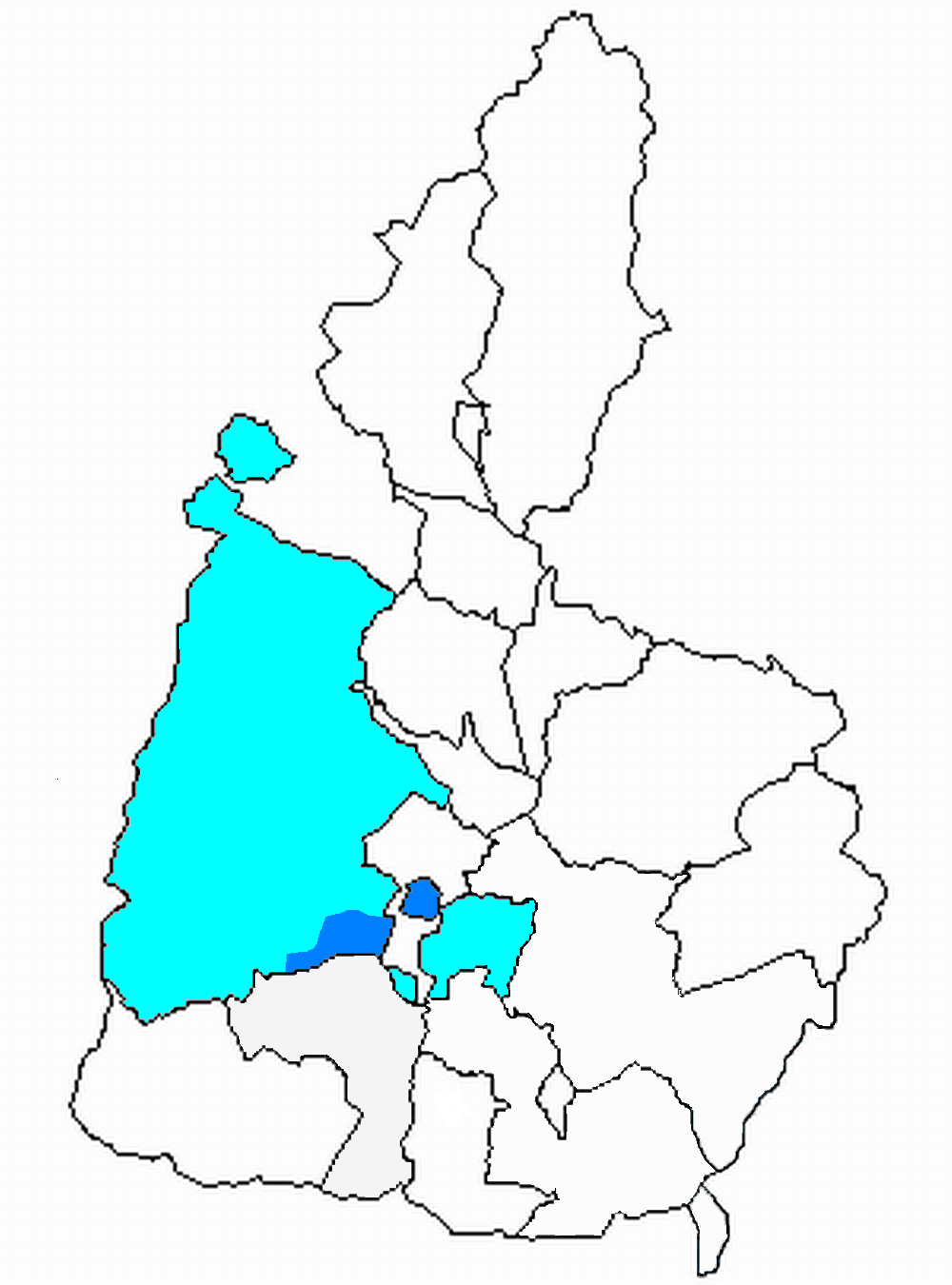
L'antic terme de Tremp amb el seu enclavament de Claret respecte de l'actual terme de Tremp

L'enclavament de Claret limitava a l'oest amb el terme de Fígols de Tremp, actualment inclòs en el de Tremp, i al sud amb el terme de Mur, actualment formant part del de Castell de Mur.
El límit de llevant de l'antic terme de Tremp és la Noguera Pallaresa, des del lloc, al nord-est, on el riu emprèn la direcció sud, venint de la presa de Sant Antoni, on, en el primer tram, discorre de nord-est a sud-oest, fins al lloc on, al sud-est, el barranc de Riucós s'aboca en la Noguera Pallaresa.
El límit meridional, el marca el barranc de Riucós, des del lloc suara descrit, fins al lloc on hi ha Casa Castells, que pertany a Talarn, just a ponent del lloc per on passa el traçat del ferrocarril a prop del cementiri de la ciutat.

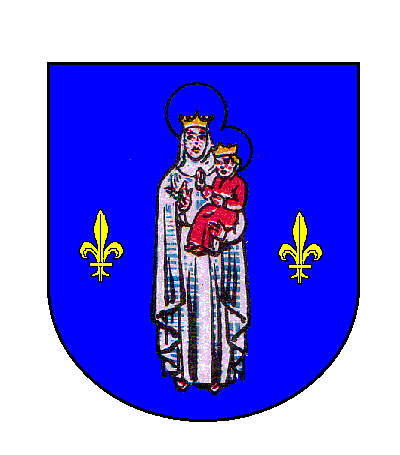
Escut municipal de Tremp anterior al 1989

Des d'aquest lloc, el termenal s'adreça cap al nord-est, fent una mica de ziga-zaga de forma aproximadament paral·lela a les vies del tren. Travessa els barrancs del Joncar i de la Fontvella, i just a l'altre costat del darrer barranc, a la Borda del Borrugat, que és en terme de Talarn, comença a traçar el límit nord, que és un arc que va a buscar la Noguera Pallaresa al lloc per on ha començat aquesta descripció seguint el camí de la Fassina, que fa de límit municipal.
Hi havia una porció de terreny de possessió controvertida, entre Tremp i Talarn. Es tracta de la Quadra de Margarit, disputada eternament entre les dues viles, però que fou atorgada a Tremp gairebé sempre. El 1888 constava com un caseriu de Tremp, amb 24 edificis i 44 habitants. Està situada al nord de la ciutat, a l'altre costat del barranc de les Adoberies, en un turó que domina la ciutat i el seu territori. Antigament s'anomenava de les Forques, perquè en èpoques reculades era el lloc elegit per a situar les forques on penjar els condemnats pel batlle de Tremp. Aquest turó tenia en el seu vessant sud-est l'església de Sant Jaume de Pallars, i en el seu cim, el fortí del Xut i, a l'edat mitjana la torre amb terreny jurisdiccional propi.

### Claret
L'enclavament de Claret està separat de l'antic terme de Tremp per una franja de terreny que pertany a Talarn. Era, antigament, el territori principal de la Baronia de Claret que, a part d'aquest terme, en tenia algun més a la resta de la comarca, com ara el terme primigeni de l'ajuntament de Fígols de Tremp, exactament el que corresponia a la parròquia de Sant Pere de Fígols de Tremp.

#### Límit amb Talarn
El límit nord d'aquest enclavament està marcat pel barranc de Riucós, just al nord del poble de Claret, des d'on ascendeix en direcció est-sud-est, tot i que va torçant progressivament més cap al sud, per anar a buscar el lloc on el Canal de Dalt travessa la carretera del Pont de Montanyana, prop de la fita quilomètrica 24, just a llevant del turó on es dreça el poble de Claret. Des d'aquest lloc, i quasi en línia recta, el termenal va a buscar el turó de Puigmaçana, a 624 m. alt. Tot aquest tram conforma el límit amb Talarn (encara que és un territori al sud-oest de la ciutat de Tremp.

#### Límit amb l'antic terme de Guàrdia de Tremp (Castell de Mur)
Deixant la caseria d'aquest nom dins del terme de Castell de Mur, el termenal amb el qual comença en aquest lloc, la línia que fa de límit recorre la Serra de Cinto, en direcció a Cabicerans, seguint una alçada al voltant dels 600 metres d'altitud, que arriba gairebé als 700 quan passa pel sud del Serrat de Cabicerans. Continua la línia de terme cap a l'oest-sud-oest, fins que arriba a trobar el barranc de l'Espona, que encara segueix un tros, cap a la seva capçalera, al nord de Porredó i al sud del poble de Puigverd.

#### Límit amb l'antic terme de Fígols de Tremp (Tremp)
En aquest lloc s'acaba el límit amb Castell de Mur, i començava el límit amb Fígols de Tremp, actualment tots dos annexionats a Tremp. Un tram de termenal directe cap al nord, fins a tocar les cases de més al sud-est de Puigverd, i, en arribar a aquestes cases, un angle recte cap a llevant, per anar a buscar la Casa Blanca, que pertanyia a Claret, i enfilar-se a 725 m. alt., al turonet que hi ha just a ponent del Serrat de Cabicerans. En aquest lloc, tornava a inflexionar, ara cap al nord-nord-est, en angle quasi recte, per baixar de dret a trobar el barranc de Riucós, on arriba a l'extrem nord-oest del terme de Claret.

### Els altres antics termes
Els set antics termes municipals afegits al de Tremp entre 1970 i 1973 tenen, cadascun d'ells, article específic.

### Nuclis de població
| Entitat de població                    | Habitants (2023) |
| Tremp                                  | 5.426            |
| Vilamitjana                            | 162              |
| Suterranya                             | 58               |
| Palau de Noguera                       | 53               |
| Aulàs                                  | 47               |
| Espluga de Serra                       | 36               |
| Puigcercós                             | 35               |
| Gurp                                   | 18               |
| Santa Engràcia                         | 16               |
| Castissent                             | 15               |
| Eroles                                 | 13               |
| el Pont d'Orrit                        | 11               |
| Sapeira                                | 11               |
| la Torre de Tamúrcia                   | 10               |
| Espills                                | 8                |
| els Masos de Tamúrcia                  | 8                |
| Fígols de Tremp                        | 8                |
| Claret                                 | 7                |
| Tendrui                                | 6                |
| Torogó                                 | 5                |
| el Castellet                           | 5                |
| Sant Adrià de Tendrui                  | 3                |
| Acadèmia General Bàsica de Suboficials | 3                |
| Escarlà                                | 3                |
| Tercui                                 | 1                |
| Puigverd                               | 1                |
| Casterner de les Olles                 | 1                |
| Claramunt                              | 1                |
| Esplugafreda                           | 0                |
| Font: Idescat                          |                  |

Si antigament el terme de Tremp incloïa, i amb prou feines, la ciutat de Tremp, amb l'annexió de Claret, el febrer del 1847, aviat tingué aquests dos nuclis de població. La ulterior annexió dels termes esmentats ha fet que actualment el terme de Tremp inclogui 29 localitats habitades, entre ells una ciutat -la mateixa de Tremp- i dues viles (Palau de Noguera i Vilamitjana). Si hi afegíssim les antigues entitats de població que actualment estan ja despoblades, s'arribaria a la xifra de 40.
Les aportacions, repartides per antics termes municipals, foren les següents:
- Espluga de Serra (Alta Ribagorça): Espluga de Serra, Aulàs, Castellet, Casterner de les Olles, Enrens i Trepadús, Llastarri, Miralles, els Masos de Tamúrcia, Torogó i la Torre de Tamúrcia
- Fígols de Tremp: Fígols de Tremp, Arbul, la Casota, Castissent, Claramunt, Eroles, Montllobar, Prullans, Puigverd, la Vileta i Vivers
- Gurp de la Conca: Gurp, Santa Engràcia, Sant Adrià, Tendrui i part de l'Acadèmia General Bàsica de Suboficials de l'exèrcit espanyol.
- Palau de Noguera: la vila de Palau de Noguera i Puigcercós
- Sapeira (Alta Ribagorça): Sapeira, Escarlà, Espills, Esplugafreda, Orrit, el Pont d'Orrit, la Ribereta i Tercui
- Suterranya: Suterranya
- Tremp: la ciutat de Tremp i Claret
- Vilamitjana: la vila de Vilamitjana

Vegeu cadascun dels antics municipis per a les imatges de les poblacions que els formaven.
- El poble de Claret
- La ciutat de Tremp des de Puigmaçana

## Història
La història de la ciutat de Tremp i el seu terme antic està recollida en l'article corresponent a la ciutat. El de la resta de territori, a cadascun dels articles corresponents als antics municipis.

### Composició de l'Ajuntament

#### Alcaldes
| - Anteriors a la Guerra Civil - Joaquim Sostres (1865) - Bonaventura Pujol (1872) - Francisco Monrós (1877) - Antoni Feu (1889) - Josep Gaset i Garriga (1891) - Tomàs Costa i Faya (1895 - 1897) - Enric Comajuncosa (1898) (Francesc Labòria, alcalde segon) - Josep Corminola (1898) - Artur Puigcorvé i Galceran (1899) - Miquel Munill i Llinàs (1910-1913) - Francesc Gibert i Ribó (1918-1921) - Segona República - Josep Rosell i Pallarés (15.4.1931 - 1.2.1934) - Josep Sastre i Torruella (1.2.1934 - 19.10.1934) - Carles Corominas i Prats (19.10.1934 - 11.12.1934) - Manuel Tejeiro i Ferndández (11.12.1934 - 12.6.1935) - Antoni Montoliu i Escales (12.6.1935 - 18.2.1936) - Josep Sastre i Torruella (18.2.1936 - 26.2.1938) - Ot Lledós i Roure (26.2.1938 - 7.4.1938) - Dictadura del general Franco - Manuel Solsona i Serra (7.4.1938 - 14.7.1938) - Miquel Solé i Sanz (14.7.1938 - 26.3.1939) - Enric Corona i Saurina (26.3.1939 - 1.7.1939) - Romà Farré i Espuñes (1.7.1939 - 23.7.1944) - Ignasi Perramont i Soteras (23.7.1944 - 14.2.1945) | - - Lluís Llimiñana i Monsó (14.2.1945 - 6.2.1949) - Francesc Gibert i Ribó (6.2.1949 - 3.2.1952) - Antoni Montoliu i Escales (3.2.1952 - 6.2.1955) - Enric Solé i Farré (6.2.1955 - 5.2.1961) - Antoni Terrissé i Marco (5.2.1961 - 11.8.1967) - Josep Altisent i Perelló (11.8.1967 - 3.4.1979) - Transició democràtica i actualitat - Víctor Laforga i Saurina (3.4.1979 - 8.5.1983) - Miquel Verdeny i Tohà (8.5.1983 - 15.6.1991) - Víctor Orrit i Ambrosio (15.6.1991 - 25.5.2003) - Miquel Verdeny i Tohà (25.5.2003 - 15.2.2005) - Joan Ubach i Isanta (15.2.2005 - 16.6.2007) - Víctor Orrit i Ambrosio (16.6.2007 - 14.6.2015) - Joan Ubach i Isanta (14.6.2015 - 15.6.2019) - Maria Pilar Cases Lopetegui (15.6.2019 - 17.6.2023) - Sílvia Romero Galera (17.6.2023 - ) |

#### Regidors
L'any 1889 consten com a regidors de Tremp els senyors Manuel Andriu -tinent d'alcalde-, Costa, Gallart, Juli, Navalles, Pujol, Saurina i Solé (de la majoria no en consten els noms ni el segon cognom). El 1896 és Miquel Munill i Llinàs qui consta com a tinent d'alcalde, o alcalde segon.
Des de les primeres eleccions municipals democràtiques, el 1979, l'Ajuntament de Tremp ha tingut els regidors següents: Miquel Abrantes Lluch, Marta Alegret i Comes, Jaume Altisent Buira, Josep Altisent Perelló, Josep Maria Ardanuy i Tarrat, Lluís Ardèvol Masip, Manuel Artigues Martín, Josep Maria Blanquet Monsó, Joan Boneta Bonet, Artur Boneta Castellarnau, Manuel Cabrera Aranda, Josep Calmet Olsina, Jesús Calvet Marquès, Macià Campàs Oliva, Jaume Casal Nadal, Maria Teresa Cirera i Montanuy, Rosa Maria Codó i Vilà, Jordi Coll Jové, Bonifaci Colomina i Pujol, Enric Corona Pol, Maria Flors Farré Sastres, Miquel Farré i Sicart, Maria Josep Felip Trepat, Eugeni Fornons Montané, Josep Gabarrell Feliu, Roser Gabarrell Gabarrell, Manuel García Rubio, Glòria González Blanco, Manuel Hermoso Carmona, Miquel Àngel Hernaiz i Gaset, Jaume Ibars Pallarès, Víctor Laforga Saurina, Carles Majoral Carrobé, Josep Francesc Mazarico Balagué, Marc Miró Grioles, Dídac Molina Capel, Ramon Molina Ramírez, Antoni Monsó Bonet, Maria Teresa Montanuy i Baró, Francisco Javier Mostacero Miguel, María Carmen Muñoz Blánquez, Rosa Navarro Ezquerra, Víctor Orrit i Ambrosio, Miquel Palacín Alonso, Joan Pascual Garcia, Raimon Perna Roqué, José Luis Plaza Tolosa, Jaume Potau i Vilalta, Jaume Prió Codó, Carina Puigròs i Farré, Ramon Pujol Martínez, Maite Ramoneda Sentenach, David Riba Torrecillas, Anna Ritz Escur, Manel Riu i Fillat, Josep Riuet Canut, Josep Rius Perisé, Diego Roldán i García, Sílvia Romero i Galera, Julián Rosell Oliva, Maria Montserrat Salsé Baldomà, Antoni Samsó i Tohà, Josep Maria Solé Santaolalla, Ricard Subirà Hereu, Josep Tallada Fité, Josep M. Tarrat i Tomàs, Joana Torné Badia, Maria Teresa Torné Vilanova, Joan Ubach Isanta, José Miguel Ugarte Jayo, Miquel Verdeny Tohà i Marta Vilanova Segú.

## Legislatures i eleccions[2]

### Legislatures

#### Legislatura1979-1983
| Eleccions municipals de 3 d'abril de 1979 - Tremp                                                                        |                                              |                                     |                                     |        |          |          |
| Candidatura | Candidatura                                  | Candidatura                         | Cap de llista                       | Vots   | Vots     | Regidors |
| | CIU                                          |                                     | Víctor Laforga Saurina              | 1.205  | 39,57%   | 5 (+5)   |
| | CC-UCD                                       |                                     | Lluís Ardèvol Masip                 | 1.034  | 33,96%   | 5 (+5)   |
| | GIET - Grup Independent d'Esquerres de Tremp |                                     | Jordi Coll Jové                     | 784    | 25,75%   | 3 (+3)   |
| | Vots en blanc                                |                                     |                                     | 22     | 0,72%    |          |
| Total vots vàlids i regidors                                                                                             | Total vots vàlids i regidors                 | Total vots vàlids i regidors        | Total vots vàlids i regidors        | 3.045  | 100 %    | 13       |
| | Vots nuls                                    | Vots nuls                           | Vots nuls                           | 19     | 0,62%    |          |
| Participació (vots vàlids més nuls)                                                                                      | Participació (vots vàlids més nuls)          | Participació (vots vàlids més nuls) | Participació (vots vàlids més nuls) | 3.064  | 67,49%** |          |
| Abstenció | Abstenció                                    | Abstenció                           | Abstenció                           | 1.476* | 32,51%** |          |
| Total cens electoral | Total cens electoral                         | Total cens electoral                | Total cens electoral                | 4.220* | 100 %**  |          |
| Batlle: Víctor Laforga Saurina Per ser la llista més votada, després de no haver obtingut majoria absoluta dels regidors |                                              |                                     |                                     |        |          |          |
| Fonts: Gencat.cat (* No són vots sinó electors. ** Percentatge respecte del cens electoral.)                             |                                              |                                     |                                     |        |          |          |

#### Legislatura 1983 -1987
| Eleccions municipals de 8 de maig de 1983 - Tremp                                            |                                     |                                     |                                     |        |          |          |
| Candidatura                                                                                  | Candidatura                         | Candidatura                         | Cap de llista                       | Vots   | Vots     | Regidors |
|                                                                                              | Grup Independents de Tremp          |                                     | Josep Altisent Perelló              | 1.238  | 40,55%   | 6 (+6)   |
|                                                                                              | CIU                                 |                                     | Miquel Verdeny Tohà                 | 963    | 31,54%   | 4 (-1)   |
|                                                                                              | PSC-PSOE                            |                                     | Víctor Orrit Ambrosio               | 688    | 22,54%   | 3 (+3)   |
|                                                                                              | ERC                                 |                                     | Ramon Canals                        | 153    | 5,01%    | 0 ()     |
|                                                                                              | Vots en blanc                       |                                     |                                     | 11     | 0,36%    |          |
| Total vots vàlids i regidors                                                                 | Total vots vàlids i regidors        | Total vots vàlids i regidors        | Total vots vàlids i regidors        | 3.053  | 100 %    | 13       |
|                                                                                              | Vots nuls                           | Vots nuls                           | Vots nuls                           | 28     | 0,91%    |          |
| Participació (vots vàlids més nuls)                                                          | Participació (vots vàlids més nuls) | Participació (vots vàlids més nuls) | Participació (vots vàlids més nuls) | 3.081  | 66,95%** |          |
| Abstenció                                                                                    | Abstenció                           | Abstenció                           | Abstenció                           | 1.521* | 33,05%** |          |
| Total cens electoral                                                                         | Total cens electoral                | Total cens electoral                | Total cens electoral                | 4.602* | 100 %**  |          |
| Batlle: Miquel Verdeny Tohà                                                                  |                                     |                                     |                                     |        |          |          |
| Fonts: Gencat.cat (* No són vots sinó electors. ** Percentatge respecte del cens electoral.) |                                     |                                     |                                     |        |          |          |

#### Legislatura 1987 -1991
| Eleccions municipals de 10 de juny de 1987 - Tremp                                                 |                                     |                                     |                                     |        |          |          |
| Candidatura                                                                                        | Candidatura                         | Candidatura                         | Cap de llista                       | Vots   | Vots     | Regidors |
| | CIU                                 |                                     | Miquel Verdeny Tohà                 | 1.347  | 44,35%   | 6 (+2)   |
| | PSC-PSOE                            |                                     | Víctor Orrit Ambrosio               | 796    | 26,21%   | 4 (+1)   |
| | Grup Independents de Tremp          |                                     | Josep Altisent Perelló              | 587    | 19,33%   | 2 (-4)   |
| | AP                                  |                                     | Jose Luis Plaza Tolosa              | 269    | 8,86%    | 1 (+1)   |
| | Vots en blanc                       |                                     |                                     | 38     | 1,24%    |          |
| Total vots vàlids i regidors                                                                       | Total vots vàlids i regidors        | Total vots vàlids i regidors        | Total vots vàlids i regidors        | 3.037  | 100 %    | 13       |
| | Vots nuls                           | Vots nuls                           | Vots nuls                           | 33     | 1,07%    |          |
| Participació (vots vàlids més nuls)                                                                | Participació (vots vàlids més nuls) | Participació (vots vàlids més nuls) | Participació (vots vàlids més nuls) | 3.070  | 65,35%** |          |
| Abstenció                                                                                          | Abstenció                           | Abstenció                           | Abstenció                           | 1.628* | 34,65%** |          |
| Total cens electoral                                                                               | Total cens electoral                | Total cens electoral                | Total cens electoral                | 4.698* | 100 %**  |          |
| Alcalde: Per ser la llista més votada, després de no haver obtingut majoria absoluta dels regidors |                                     |                                     |                                     |        |          |          |
| Fonts: Gencat.cat (* No són vots sinó electors. ** Percentatge respecte del cens electoral.)       |                                     |                                     |                                     |        |          |          |

#### Legislatura 1991 -1995
| Eleccions municipals de 26 de maig de 1991 - Tremp                                           |                                     |                                     |                                     |        |          |          |
| Candidatura                                                                                  | Candidatura                         | Candidatura                         | Cap de llista                       | Vots   | Vots     | Regidors |
|                                                                                              | CIU                                 |                                     | Miquel Verdeny Tohà                 | 1.347  | 41,15%   | 6 ()     |
|                                                                                              | PSC-PSOE                            |                                     | Víctor Orrit Ambrosio               | 1.106  | 37,49%   | 5 (+1)   |
|                                                                                              | Grup Independents de Tremp          |                                     | Jaume Altisent Buira                | 587    | 11,97%   | 1 (-1)   |
|                                                                                              | PP                                  |                                     | Julián Rosell Oliva                 | 269    | 7,53%    | 1 ()     |
|                                                                                              | Vots en blanc                       |                                     |                                     | 38     | 1,85%    |          |
| Total vots vàlids i regidors                                                                 | Total vots vàlids i regidors        | Total vots vàlids i regidors        | Total vots vàlids i regidors        | 3.037  | 100 %    | 13       |
|                                                                                              | Vots nuls                           | Vots nuls                           | Vots nuls                           | 33     | 0,64%    |          |
| Participació (vots vàlids més nuls)                                                          | Participació (vots vàlids més nuls) | Participació (vots vàlids més nuls) | Participació (vots vàlids més nuls) | 2.969  | 65,43%** |          |
| Abstenció                                                                                    | Abstenció                           | Abstenció                           | Abstenció                           | 1.569* | 34,57%** |          |
| Total cens electoral                                                                         | Total cens electoral                | Total cens electoral                | Total cens electoral                | 4.538* | 100 %**  |          |
| Batlle: Víctor Orrit Ambrosio                                                                |                                     |                                     |                                     |        |          |          |
| Fonts: Gencat.cat (* No són vots sinó electors. ** Percentatge respecte del cens electoral.) |                                     |                                     |                                     |        |          |          |

#### Legislatura 1995 -1999
| Candidatura | Candidatura        | Cap de llista           | Vots  | Regidors | % vots |
| ----------- | ------------------ | ----------------------- | ----- | -------- | ------ |
|             | PSC-PSOE           | Víctor Orrit Ambrosio   | 1.430 | 6        | 47,42  |
|             | CIU                | Enric Corona Pol        | 1.033 | 5        | 34,26  |
|             | ERC                | Josep Ardanuy Tarrat    | 219   | 1        | 7,26   |
|             | PP                 | Manuel García Rubio     | 222   | 1        | 7,36   |
|             | Unitat del Pallars | Xavier Gabarrell Durany | 64    | 0        | 2,12   |
| Total       | Total              | 2.968                   | 2.968 | 13       |        |

#### Legislatura 1999 -2003
| Candidatura | Candidatura                                   | Cap de llista         | Vots  | Regidors | % vots |
| ----------- | --------------------------------------------- | --------------------- | ----- | -------- | ------ |
|             | PSC                                           | Víctor Orrit Ambrosio | 1.052 | 5        | 36,05  |
|             | GC-MT - Gent Convergent pel municipi de Tremp | Miquel Verdeny Tohà   | 937   | 4        | 32,11  |
|             | ERC-AM                                        | Josep Ardanuy Tarrat  | 381   | 2        | 13,05  |
|             | CIU                                           | Julián Rosell Oliva   | 277   | 1        | 9,49   |
|             | PP                                            | Manuel García Rubio   | 198   | 1        | 6,78   |
| Total       | Total                                         | 2.895                 | 2.895 | 13       |        |

#### Legislatura 2003 -2007
| Candidatura | Candidatura | Cap de llista                     | Vots  | Regidors | % vots |
| ----------- | ----------- | --------------------------------- | ----- | -------- | ------ |
|             | PSC-PM      | Víctor Orrit Ambrosio             | 1.207 | 5        | 39,23  |
|             | CIU         | Miquel Verdeny Tohà               | 1.049 | 5        | 34,09  |
|             | ERC-AM      | Josep Ardanuy Tarrat              | 497   | 2        | 16,15  |
|             | PP          | Francisco Javier Mostacero Miguel | 252   | 1        | 8,19   |
| Total       | Total       | 3.005                             | 3.005 | 13       |        |

#### Legislatura 2007 -2011
| Candidatura | Candidatura  | Cap de llista            | Vots  | Regidors | % vots |
| ----------- | ------------ | ------------------------ | ----- | -------- | ------ |
|             | PSC-PM       | Víctor Orrit Ambrosio    | 1.195 | 7        | 42,56  |
|             | CIU          | Josep M. Tarrat Tomàs    | 808   | 4        | 28,77  |
|             | ERC-AM       | Josep Ardanuy Tarrat     | 466   | 2        | 16,2   |
|             | ICV-EUIA-EPM | Jordi Solà Mas           | 140   | 0        | 4,99   |
|             | PP           | Jesús Arandilla Sandarán | 137   | 0        | 4,88   |
| Total       | Total        | 2.280                    | 2.280 | 13       |        |

#### Legislatura 2011 -2015
| Candidatura | Candidatura           | Cap de llista                | Vots  | Regidors | % vots |
| ----------- | --------------------- | ---------------------------- | ----- | -------- | ------ |
|             | PSC-PM                | Víctor Orrit Ambrosio        | 1.045 | 6        | 37,77  |
|             | CiU                   | Joan Ubach Isanta            | 955   | 5        | 34,51  |
|             | ERC-SI del Pallars-AM | Josep Maria Ardanuy i Tarrat | 316   | 1        | 11,42  |
|             | Atreveix-te           | Joan Pascual Garcia          | 175   | 1        | 6,32   |
|             | PP                    | Ana Cava Muñoz               | 146   | 0        | 5,28   |
| Total       | Total                 | 2.828                        | 2.828 | 13       |        |

#### Legislatura2015-2019
| Candidatura | Candidatura | Cap de llista               | Vots  | Regidors | % vots |
| ----------- | ----------- | --------------------------- | ----- | -------- | ------ |
|             | PSC-PM      | Víctor Orrit Ambrosio       | 949   | 5        | 35,58  |
|             | CiU         | Joan Ubach Isanta           | 875   | 5        | 32,81  |
|             | ERC         | Maria Pilar Cases Lopetegui | 622   | 3        | 23,32  |
|             | PP          | Ana Cava Muñoz              | 154   | 0        | 5,77   |
| Total       | Total       | 2.747                       | 2.747 | 13       |        |

#### Legislatura2019-2023
| Eleccions municipals de 26 de maig de 2019 - Tremp                                                |                                                    |                                     |                                     |        |          |          |
| Candidatura                                                                                       | Candidatura                                        | Candidatura                         | Cap de llista                       | Vots   | Vots     | Regidors |
|                                                                                                   | Compromís per Tremp - Candidatura de Progrés (PSC) |                                     | Sílvia Romero Galera                | 1.232  | 43,92%   | 6 (+1)   |
|                                                                                                   | Esquerra Republicana de Catalunya-Acord Municipal  |                                     | Maria Pilar Cases Lopetegui         | 880    | 31,37%   | 4 (+1)   |
|                                                                                                   | Junts per Catalunya                                |                                     | Anna Ritz Escur                     | 620    | 22,10%   | 3 (-2)   |
|                                                                                                   | Vots en blanc                                      |                                     |                                     | 73     | 2,60%    |          |
| Total vots vàlids i regidors                                                                      | Total vots vàlids i regidors                       | Total vots vàlids i regidors        | Total vots vàlids i regidors        | 2.732  | 100 %    | 13       |
|                                                                                                   | Vots nuls                                          | Vots nuls                           | Vots nuls                           | 51     | 1,79%    |          |
| Participació (vots vàlids més nuls)                                                               | Participació (vots vàlids més nuls)                | Participació (vots vàlids més nuls) | Participació (vots vàlids més nuls) | 2.856  | 67,68%** |          |
| Abstenció                                                                                         | Abstenció                                          | Abstenció                           | Abstenció                           | 1.364* | 32,32%** |          |
| Total cens electoral                                                                              | Total cens electoral                               | Total cens electoral                | Total cens electoral                | 4.220* | 100 %**  |          |
| Batlle: Maria Pilar Cases Lopetegui                                                               |                                                    |                                     |                                     |        |          |          |
| Fonts: Pallars Digital (* No són vots sinó electors. ** Percentatge respecte del cens electoral.) |                                                    |                                     |                                     |        |          |          |

#### Legislatura2023-2027[3]
| Eleccions municipals de 28 de maig de 2023 - Tremp                                                    |                                                    |                                     |                                     |        |          |          |
| Candidatura                                                                                           | Candidatura                                        | Candidatura                         | Cap de llista                       | Vots   | Vots     | Regidors |
| | Compromís per Tremp - Candidatura de Progrés (PSC) |                                     | Sílvia Romero Galera                | 1.253  | 49,46%   | 7 (+1)   |
| | Junts per Catalunya                                |                                     | Joaquim Delgado i Berenguer         | 503    | 19,85%   | 3 ()     |
| | Esquerra Republicana de Catalunya                  |                                     | Maria Pilar Cases Lopetegui         | 371    | 14,64%   | 2 (-2)   |
| | Ara Tremp - Ara Pacte Local                        |                                     | Pep Fillat Gil                      | 217    | 8,56%    | 1 (+1)   |
| | Partit Popular                                     |                                     | Susana Torrejón Yañez               | 81     | 3,19%    | 0 ()     |
| | VOX                                                |                                     | Alejandro Javier Corona Molina      | 37     | 1,46%    | 0 ()     |
| | Sumem Per Tremp                                    |                                     | Diego Palomares Soto                | 25     | 0,98%    | 0 ()     |
| | Vots en blanc                                      |                                     |                                     | 45     | 2,60%    |          |
| Total vots vàlids i regidors                                                                          | Total vots vàlids i regidors                       | Total vots vàlids i regidors        | Total vots vàlids i regidors        | 2.597  | 100 %    | 13       |
| | Vots nuls                                          | Vots nuls                           | Vots nuls                           | 64     | 1,79%    |          |
| Participació (vots vàlids més nuls)                                                                   | Participació (vots vàlids més nuls)                | Participació (vots vàlids més nuls) | Participació (vots vàlids més nuls) | 2.597  | 61,48%** |          |
| Abstenció                                                                                             | Abstenció                                          | Abstenció                           | Abstenció                           | 1.627* | 38,52%** |          |
| Total cens electoral                                                                                  | Total cens electoral                               | Total cens electoral                | Total cens electoral                | 4.224* | 100 %**  |          |
| Batlle: Sílvia Romero Galera Per majoria absoluta dels vots dels regidors                             |                                                    |                                     |                                     |        |          |          |
| Fonts: Ajuntament de Tremp (* No són vots sinó electors. ** Percentatge respecte del cens electoral.) |                                                    |                                     |                                     |        |          |          |

### Demografia
| 1497 f | 1515 f | 1553 f | 1717  | 1787  | 1857  | 1877  | 1887  | 1900  | 1910  |
| ------ | ------ | ------ | ----- | ----- | ----- | ----- | ----- | ----- | ----- |
| 311    | 223    | 368    | 2.263 | 3.714 | 6.996 | 6.279 | 6.368 | 4.896 | 4.682 |

| 1920  | 1930  | 1940  | 1950  | 1960  | 1970  | 1981  | 1990  | 1992  | 1994  |
| ----- | ----- | ----- | ----- | ----- | ----- | ----- | ----- | ----- | ----- |
| 4.925 | 6.454 | 6.125 | 6.396 | 6.575 | 5.785 | 5.469 | 5.505 | 5.279 | 5.279 |

| 1996  | 1998  | 2000  | 2002  | 2004  | 2006  | 2008  | 2010  | 2012  | 2014  |
| ----- | ----- | ----- | ----- | ----- | ----- | ----- | ----- | ----- | ----- |
| 5.503 | 5.357 | 5.377 | 5.367 | 5.570 | 6.190 | 6.190 | 6.368 | 6.515 | 6.305 |

| 2016  | 2018  | 2020  | 2022  | 2024  | 2026 | 2028 | 2030 | 2032 | 2034 |
| ----- | ----- | ----- | ----- | ----- | ---- | ---- | ---- | ---- | ---- |
| 6.026 | 5.824 | 5.911 | 5.847 | 6.015 | -    | -    | -    | -    | -    |

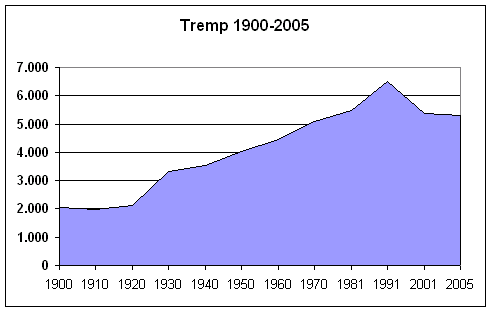
Evolució demogràfica 1900-2005

En les dades del cens del 1717 s'incorporen les de Bernui de Claret; el 1787, les de Puigverd, Turmeda i Vileta; el 1857, les d'Aulàs, Castellet, Claramunt, Claret, Enrens i Trepadús, Escarlà, Espills, Fígols de Tremp, Llastarri, els Masos de Tamúrcia, Orrit, Puigcercós, Sant Adrià, Puigverd, Santa Engràcia, la Torre de Tamúrcia, Tendrui, Tercui, Esplugafreda i Casterner de les Olles; el 1887, les de Castissent; el 1970, les d'Espluga de Serra, Eroles, Gurp i Sapeira; el 1975, les de Palau de Noguera, Suterranya i Vilamitjana. Les dades de població són la suma de tots els municipis actualment agregats a Tremp.

## Llocs d'interès

### A la ciutat de Tremp

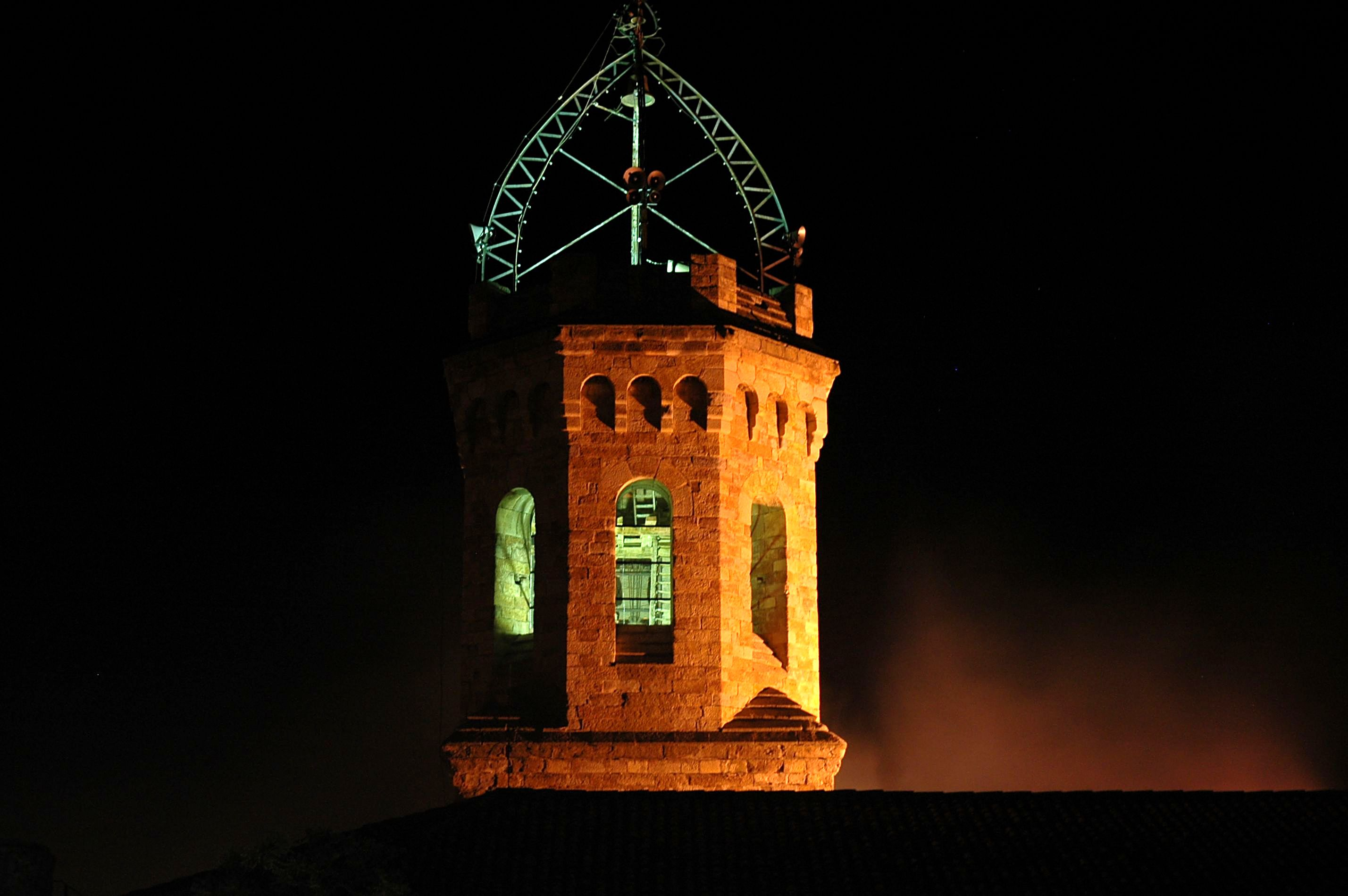
Campanar de Santa Maria de Tremp

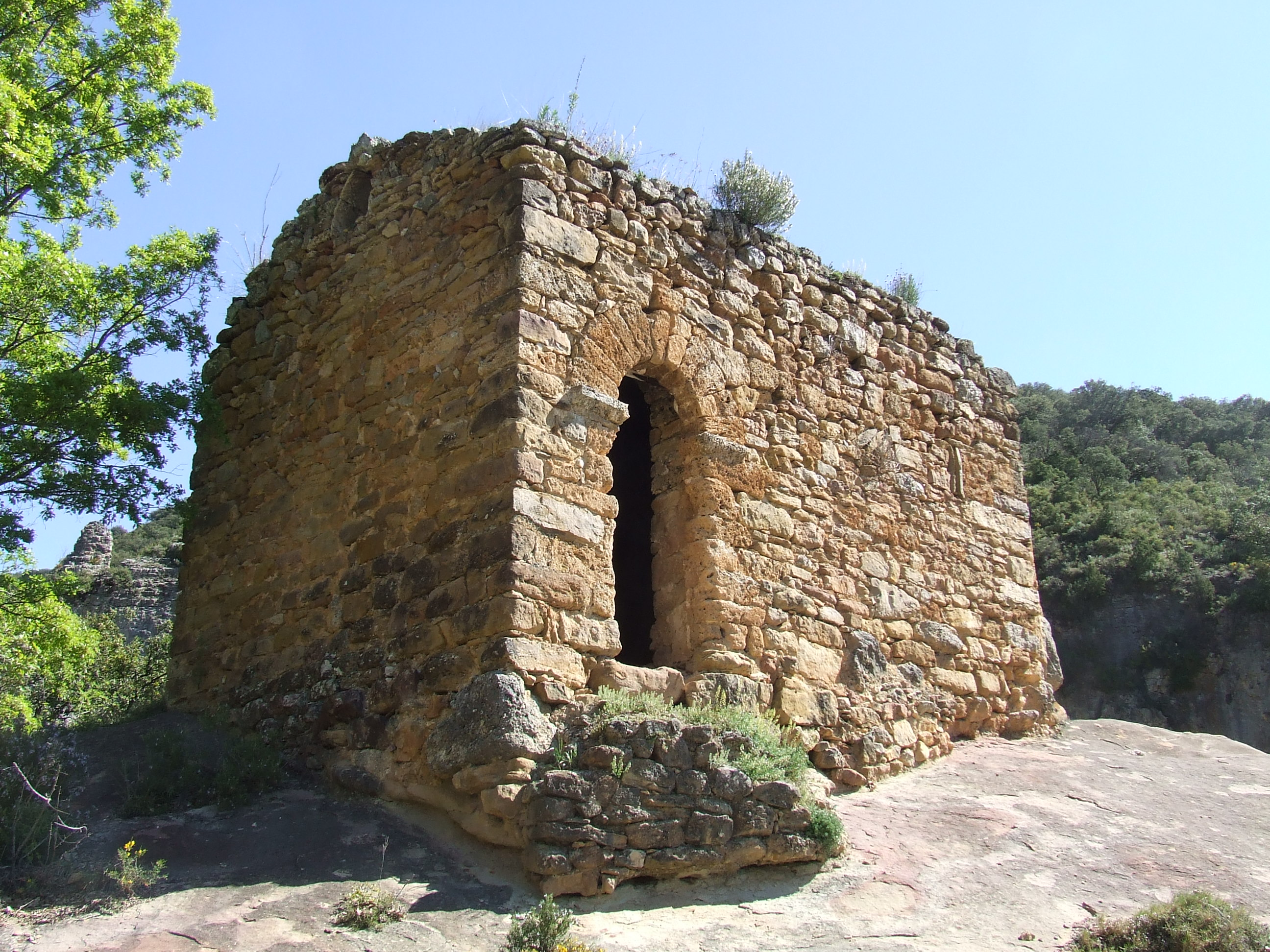
Ermita romànica de Sant Martí de Gurp

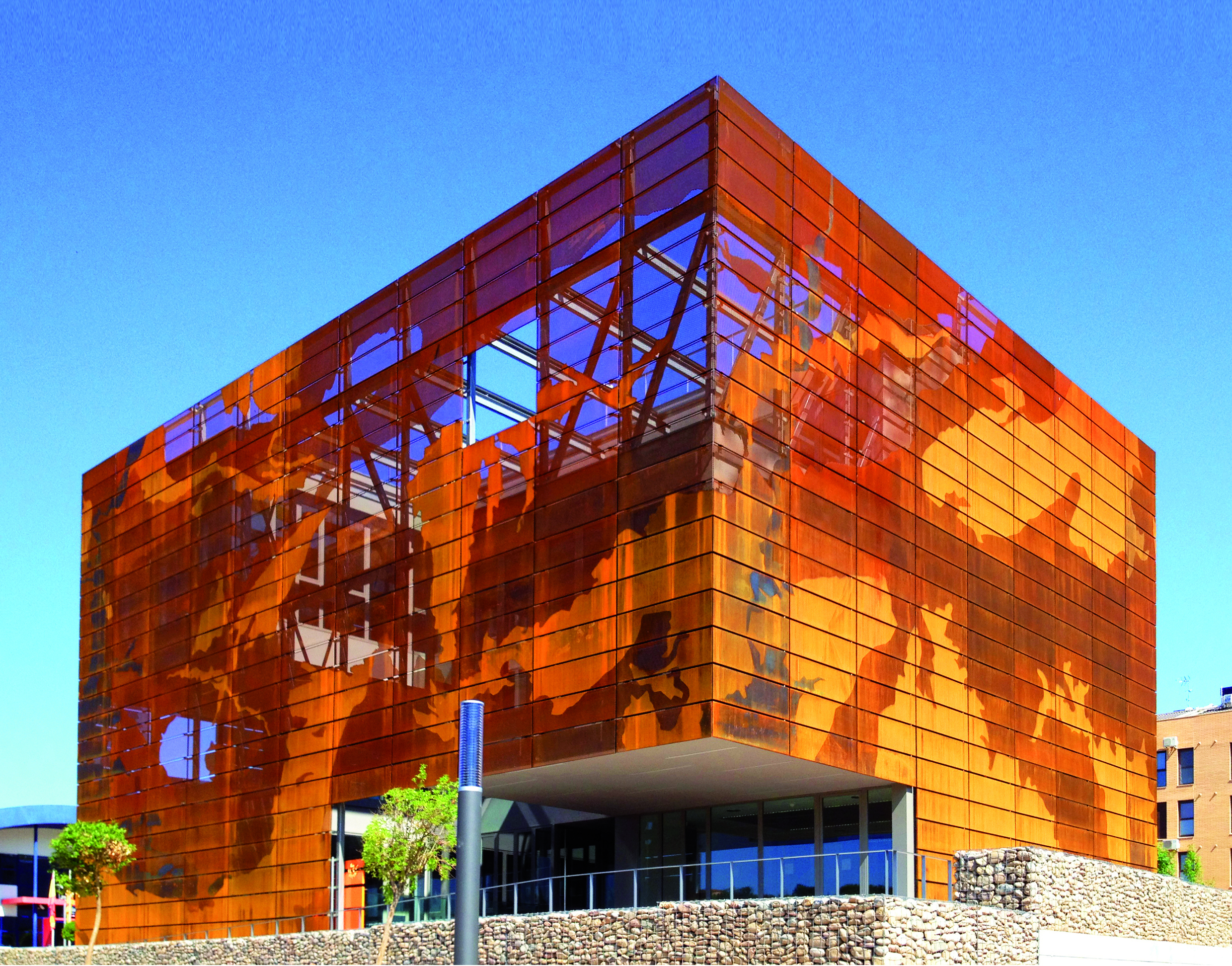
Institut Geològic de Catalunya a Tremp

- La Plaça de la Creu, centre neuràlgic de la població, acull l'Ajuntament i la Basílica.
- Basílica de la Mare de Déu de Valldeflors, l'església data del segle ix, encara que la fesomia i l'estructura actuals són fruit de diferents transformacions i barreja de diferents estils.
- Antic hospital dels pobres, fundat pel doctor Jaume Fiella el 1521.
- Les Torres de l'antiga Muralla (se'n conserven tres).
- El Parc del Pinell, l'espai verd més important de la ciutat.
- La Plaça del Peiró, situada sobre el turó més enlairat de la població.
- El Pont de Sant Jaume, d'origen romànic, remodelat a començaments del segle xviii. Duia a la desapareguda església de Sant Jaume de Pallars.
- El traçat dels carrers del nucli antic, sobretot els de Capdevila, Peressall i Soldevila.
- L'Arxiu Comarcal del Pallars Jussà, a la seu del Consell Comarcal del Pallars Jussà.
- La Biblioteca Pública Maria Barbal, biblioteca comarcal del Pallars Jussà.
- El Casal Manyanet.[4]
- El Museu Comarcal de Ciències Naturals de Tremp, és un centre que pertany al Consell Comarcal del Pallars Jussà, el qual vol arribar a ser un nucli d'investigació i docència en totes les disciplines que ajudin al coneixement i conservació del patrimoni natural.[5] Està situat rere mateix de la Torre de Soldevila.[6]
- La seu de suport territorial de l'Institut Geològic de Catalunya, Passeig Pompeu Fabra, 19, enfront del Mossos d'Esquadra. Edifici administratiu i d'investigació, especialitzat en geoserveis i estades de coneixement de la Geologia del petroli.

### Dins de l'extens terme actual de Tremp
La llista seria inacabable, atesa la gran extensió i complexitat geogràfica del terme. Es recomana, això sí:
- 22 castells romànics localitzats (i almenys 5 més sense localitzar). Vegeu: Categoria:Castells romànics de Tremp
- 45 esglésies romàniques, totalment o parcial. Vegeu: Categoria:Esglésies romàniques de Tremp
- 36 entitats de població, entre els que encara són habitats i els que ja hi ha despoblats. Vegeu: Categoria:Entitats de població de Tremp
- Vistes sobre les valls de la Noguera Pallaresa i de la Noguera Ribagorçana, així com de les valls i serres interiors i limítrofes del terme. Vegeu la mateixa categoria anterior.

## Llocs d'interés

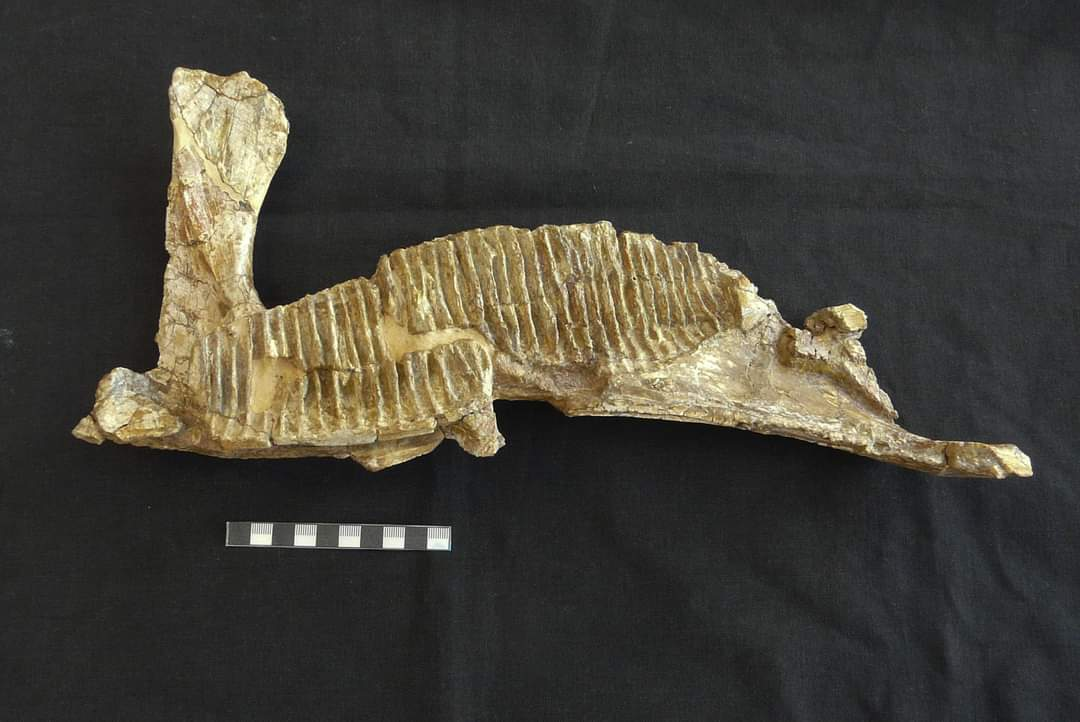
Aquest dentari d'hadrosaure es pot veure en el Museu de la Conca d'ellà a Isona

Vilamitjana és coneguda per la troballa realitzada el 2006, d'un important jaciment d'ossos de dinosaure en el jaciment paleontològic: Les Serretes en el que cal destacar el dentari d'hadrosaure més gran de Catalunya i el segon més gran d'Espanya, i dues dents de dinosaure carnívor pertanyents a noves espècies encara per descriure. A més, es va constatar que les diferents restes d'hadrosaure pertanyen a un mateix individu, resultant ser aquest el més complet de Catalunya.

### Masies
- Les Masies de Perantoni era una masia del poble d'Eroles, a l'antic terme de Fígols de Tremp. Estava situada al nord d'Eroles i a ponent de Sant Adrià, però al fons de la vall del barranc de la Font Gran, un dels que formen el d'Eroles. És dalt la carena que separa la vall d'aquest barranc de la del barranc de Sant Adrià.[cal citació] Situat a 858 metres d'altitud.[8]
- Miravet d'Arbul és una masia de l'antic poble d'Arbul, de l'antic terme de Fígols de Tremp. És la masia més important de l'antic poble, i està situada al costat sud-occidental del santuari de la Mare de Déu d'Arbul. Les restes del Castell d'Arbul formen part de la mateixa construcció de la casa.[cal citació] Situat a 924,3 metres d'altitud.[9]
- L'Hostalet era una petita masia de l'antic poble de Montllobar, de l'antic terme de Fígols de Tremp. Estava situada al costat de migdia de la carretera C-1311, en un coster sota seu, a prop del punt quilomètric 11,2, al nord-oest de Montllobar. Estava unida, al costat sud, de la casa anomenada la Casota. Al sud de la Casota i l'Hostalet hi ha la partida de Tarteric.[10]

## Activitat econòmica
Tremp té dues cares força oposades, des d'un punt de vista de l'activitat econòmica. La gran major part del terme, en superfície, manté, tot i que molt a la baixa a causa dels despoblament del territori, l'activitat agrícola tradicional, tot i que amb moltes terres abandonades i un canvi notori de l'activitat ramadera enfocada a la cria del porc. Es continuen conreant els espais més plans i ben comunicats, amb una mecanització del treball agrícola com el que s'ha donat arreu des de la meitat del segle xx.
L'altra cara, és la que presenta la ciutat de Tremp. Ciutat comercial i de serveis, acumula una gran part de l'activitat terciària del Pallars Jussà. A Tremp és on hi ha els jutjats del seu partit judicial, Registre de la Propietat, Notari, Hospital, escoles (una de privada i una altra de pública prou grans), institut d'ensenyament secundari i centre de capacitació agrària (en aquest cas, a Palau de Noguera), etcètera.
El 1900 ja consta que té electricitat. En efecte, el Molí de Tremp havia estat ja reconvertit en central de producció d'energia elèctrica, que en produïa no només per a Tremp, sinó també per a Conques, Figuerola d'Orcau, Isona, Salàs de Pallars i Talarn.
A més, és un dels pocs municipis pallaresos que han desenvolupat el sector industrial. En el cas de Tremp, amb tots els polígons industrials fins al límit del terme de Talarn, on hauran d'entrar per força si continuen creixent. De fet, l'activitat industrial ja nasqué en terme de Talarn: els obradors d'adob de la pell eren situats al barri de les Adoberies, un dels fragments del terme de Talarn cedits a Trempel 1959. Una altra indústria documentada des d'antic és la de joieria: el 1397 la reina Maria concedia als argenters trempolins agremiats el dret d'usar segell propi per a signar llurs obres. Abans del segle xix estan documentats a Tremp tota mena d'artesans (ferrers, fusters, teixidors de llana, de lli i de seda, espardenyers, calderers, mestres de cases, etc., a més de fassines (fàbriques d'aiguardent), molins fariners, trulls (molins d'oli), teuleries i bòbiles i, atès el volum que estava assolint el comerç, carreters i traginers.
Avui dia, tot i que en proporció menor, es pot trobar a Tremp pràcticament les mateixes activitats industrials que en la majoria de polígons industrials del país, amb la sola excepció que no hi ha, en tots dos Pallars, cap gran empresa.
Segons dades del 2001, la darreres de què hom pot disposar, el 6,6% dels trempolins es dedicava encara a l'agricultura i ramaderia; l'11,2%, a la indústria; el 15,5%, a la construcció, i el 66,7% al sector de serveis. Cal tenir en compte que, en percentatge, quasi el 88% de la població del municipi està concentrat a la ciutat de Tremp.

## Serveis turístics
Tremp, com a cap de comarca, concentra la majoria de serveis turístics de la comarca.
Cal destacar que hi ha un Alberg de la Generalitat de Catalunya, anomenat Alberg del Pallars A part de l'alberg, des del punt de vista de l'allotjament, hi ha dos hotels a Tremp (Segle XX i Alegret) i un a Vilamitjana (Nerets), tres hostals també a Tremp (Buenos Aires, la Canonja i Habitacions Gay), una casa rural a Eroles, una altra a Fígols de Tremp i dues a Santa Engràcia.
D'establiments de restauració, també són la major part a Tremp. Són almenys 27, en total, que es distribueixen entre 11 restaurants i 16 bars.]

## Comunicacions
Malgrat la gran extensió d'aquest terme municipal, només el travessen tres carreteres oficials. Ara bé, per comunicar tots els nuclis de població que conformen el municipi, hi ha una complexa xarxa de pistes rurals asfaltades -autèntiques carreteres la major part- que arriba pràcticament a tots els racons del terme municipal de Tremp.
La carretera que es considera principal és la C-13, (Lleida - Esterri d'Àneu, la qual, paradoxalment, només trepitja el terme de Tremp al llarg de 6,5 quilòmetres, incloent-hi un parell de trams en què la carretera passa pel terme de Talarn. El traçat d'aquesta carretera és de sud a nord, paral·lela a la via del ferrocarril i a la Noguera Pallaresa. A part de ser la carretera que enllaça Tremp i el Pallars Jussà amb el Pallars Sobirà i amb la Noguera occidental i les altres comarques del pla de Lleida, també serveix per comunicar Tremp amb la vila i pobles del sud de la ciutat: Palau de Noguera i Puigcercós.
De llevant arriba fins a Tremp la carretera C-1412b, que enllaça Tremp i el Pallars Jussà amb la Noguera oriental.
De ponent, és la C-1311 la que enllaça Tremp amb el Pont de Montanyana, la Ribagorça i l'Aragó, i, a través seu, amb tots els pobles del sector de ponent de l'actual terme de Tremp, molts d'ells per pistes rurals perfectament asfaltades que arrenquen de la C-1311.
Tremp també té estació de tren. Es tracta de la línia de Lleida a la Pobla de Segur, antigament de RENFE i actualment gestionada per la Generalitat, a través dels FGC (Ferrocarrils de la Generalitat de Catalunya). Tres trens diaris en cada direcció enllacen Tremp amb Balaguer i Lleida o amb la Pobla de Segur.
De serveis d'autobusos, n'hi ha dos de bàsics: el que ve del sud-est, per la C-1412b, i el que ve del sud, per la C-13. El primer se subdivideix en dues línies: la de Barcelona a la Pobla de Segur, i la de Barcelona ath Pònt de Rei.
En el primer cas, hi ha tres serveis diaris cap a la Pobla de Segur i tres més cap a Barcelona, ara bé només un en cada direcció para a tots els pobles del terme pels quals passa: Figuerola d'Orcau, Conques, Isona, Biscarri i Benavent de la Conca. Tots tres passen per Isona, però només dos ho fan per dins de la vila; el tercer té parada a la cruïlla de la C-1412b amb la C-1412bz, a llevant del poble, a un quilòmetre de distància. En direcció a Barcelona, dos circulen al matí i un a la tarda; en direcció contrària, tots tres són a la tarda.
En la ruta de Barcelona a eth Pònt de Rei, hi ha dos serveis en cada direcció. Cap a la Vall d'Aran tots dos són al matí (un d'ells es queda a Esterri d'Àneu), amb poca estona de diferència. Cap a Barcelona,tots dos (un té l'origen, també, a Esterri d'Àneu) són a la tarda, amb 40 minuts de diferència entre els dos.
Per la carretera C-13 circula la línia de transport públic ordinari de Lleida a Esterri d'Àneu, que ofereix, al seu pas per Tremp un sol servei en direcció a Lleida, que passa a quarts de 7 del matí per la vila, i un altre a la inversa, que passa poc després de les 6 de la tarda.
A la comarca hi ha força línies de transport escolar, atès que la concentració escolar ha obligat a posar autobusos per portar els nens dels pobles mitjans i petits cap als centres de la comarca, principalment Tremp (8 línies) i Isona (4 línies). En total, però, són 10 línies, ja que n'hi ha dues que enllacen Isona amb Tremp.

## Clima
Malgrat formar part de les comarques pirinenques, la seva estratègica situació li permet gaudir d'un clima mediterrani, amb temperatures mitjanes similars a les del prelitoral català, si bé les temperatures màximes i mínimes són més extremes.